# Батський цирк

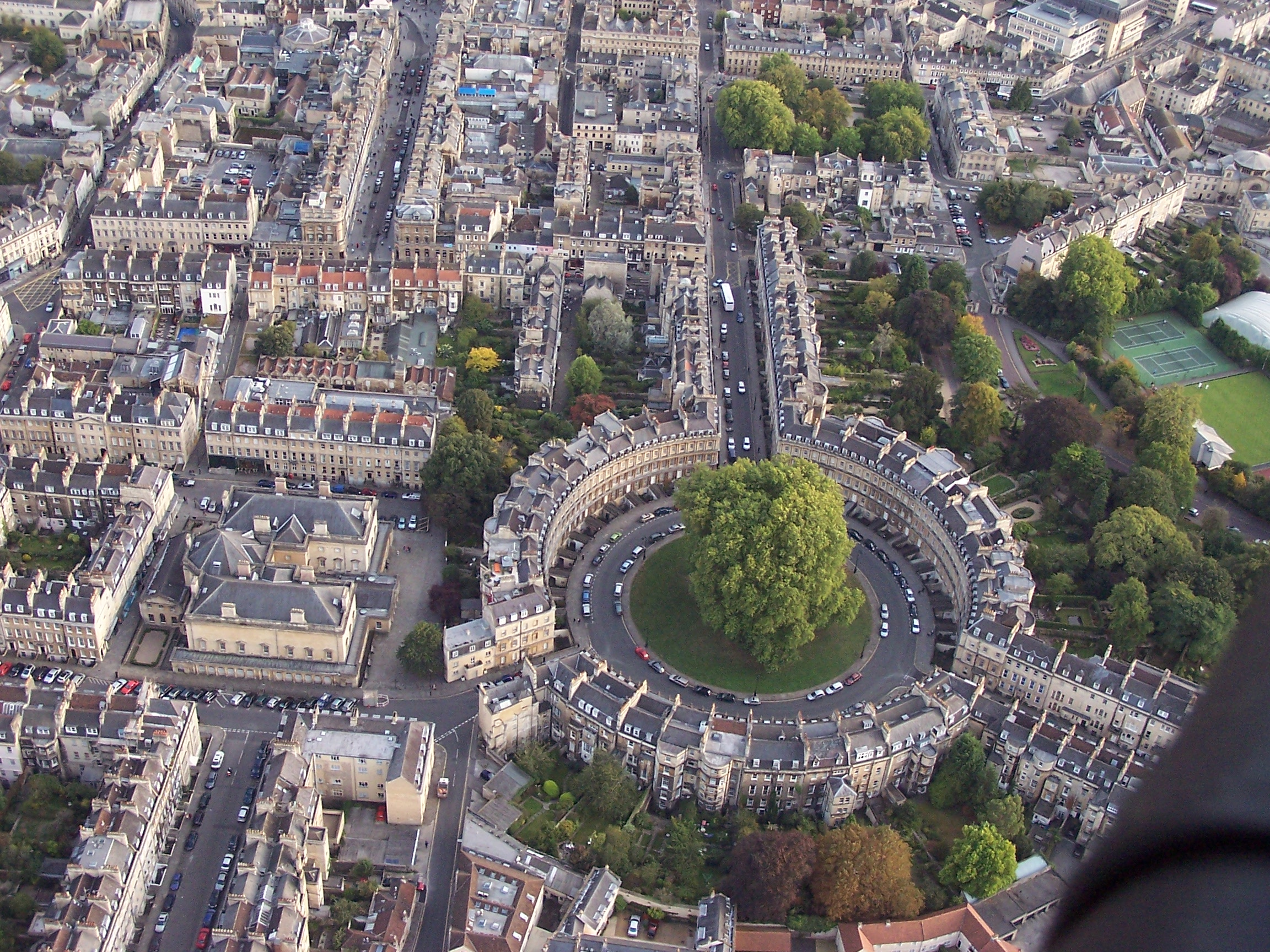
Батський цирк і оточення з неба

Батський цирк (англ. The Circus, Bath) — архітектурний ансамбль в стилі англійського палладіанства середини XVIII століття, що складається з круглої площі і трьох споруд за периметром. Батський цирк не має ніякого відношення до циркового мистецтва, це лише посилання в назві на його круглу форму в плані («circus» з латини круглий).

## Вільям Хогарт і осуд брутального палладіанства
У XVIII столітті британське образотворче мистецтво нарешті наздогнало континентальне європейське мистецтво. В краї виховали низку місцевих художників, здатних запропонувати непересічні рішення у багатьох жанрах, серед котрих були побутовий жанр (Вільям Хогарт, Томас Гейнсборо, Джозеф Райт з Дербі), парадний портрет і портрет актора в ролі (Томас Гейнсборо, Джошуа Рейнольдс, Річард Бромптон ), історичний живопис (Бенджамін Вест), пейзаж тощо.  Спробу порівнятись з пишним бароковим живописом зробив Джеймс Торнхіл. Британці активно працювали над графічними техніками, а творчість місцевих графіків зрівняла їх з європейськими колегами на континенті (Вільям Хогарт, Джеймс Гілрей ). Серед світських жанрів панував портрет і різні його види.
Набули поширення теоретичні пошуки. Британські аристократи активно відвідують Італію і європейські країни, вивчають їх мистецьку спадщину і запозичують все те, що найбільше відповідає смакам їх батьківщини — стриману естетику Андреа Палладіо в архітектурі, сади доби відродження, стримані форми голландського класицизму і бароко. Осуд протестантської країни католицизму й пишних форм його бароко приводить до певних поглядів на природне оточення, на стилістику британської архітектури, на швидку відмову від штучності бароко в архітектурі і занадтих ускладнень в паркобудуванні тощо.
Помітний вплив на мистецькі пошуки мали теоретичні настанови лорда Барлінгтона і лорда Шефстбері. Лорд Барлінгтон приділив помітну увагу розбудові садиби Чизвік (у декількох кілометрах від Лондона). Побудова тут палацу (у 1725—1730 роках), а згодом і паркового оточення, йшла з кардинальним урахуванням теоретичних настанов Барлінгтона, настояних на палладіанстві. Він породив моду на палладіанство, а відсутність в Британії на той час власних архітектурних теорій компенсував активною друкарською практикою теоретичних трактатів самого Палладіо. Палладіанство оголосили в Британії «добрим смаком» і до цього почали прислухатися архітектори практики та багатії-замовники. 
Безтямне використання палладіанської арітектури призвело до праці за рецептами, за готовими зразками, що помітно знизило художній рівень місцевої архітектури. 
Тепер вже осуду безтямне палладіанство піддав художник Вільям Хогарт. Представник буржуазії, він оприлюднив власний трактат «Аналіз краси», де радив відмовитися від бездумного палладіанства. Натомість він пропонував власну концепцію. Хогарт вводив в естетику всі історичні споруди, не оминаючи і рідну англійську готику, котрою нехтували до пори на континенті.

## Побудова в місті Бат
Батський цирк вибудовано в стилістиці англійського палладіанства. Адже його проект створив архітектор Джон Вуд старший, близький до гуртка палладіанців, що відвідували і отчували лорда Барлінгтона. Але на проект вже вплинули і настанови Вільяма Хогарта. 
Джон Вуд старший напланував створити в курортному містечку аристократії Бат комплекс споруд, пов'язаних як одна з одною, так і з гнучким, хвилястим, природним оточенням. Вони були не що інше, як прибуткові будинки, квартири у котрих здавали в оренду. Наймав тут житло і художник-портретист Томас Гейнсборо в періоди, коли прибував на курорт з метою заробити грошей від портретування.
У декорі споруд вбачають також  масонську символіку, бо  Джон Вуд старший був масоном.

## Поетапний розвиток ансамблю

Фіксаційний план забудови в місті Бат на кінець 18 ст.

Джон Вуд старший помер через два місяці після початку будівництва. Справу батька доручили сину, архітекторові Джону Вуду молодшому.
Ансамбль споруд починався поблизу скверу Королеви (Квін сквер). Продовженням шляху і став Батський цирк, тобто кругла площа, забудована по периметру. Джон Вуд молодший 1769 року виконав проект і забудову Роял-Кресент, що було продовженням шляху і продовженням ансамблю. Між Батським цирком та Ройял-Кресент згодом вибудували Сант-Джеймс сквер. Ансамбль на кінець XVIII століття отримав завершення у вигляді хвилястої забудови Ленсдаун-Кресент, котру виконав архітектор Джон Палмер 1794 року.
Забудова незвична тим, що мала вільний характер і була пов'язана із природним ландшафтом, не була затісною, як у більшості міст Великої Британії, де залишилось недоторканим ще середньовічне розпланування.
Ансамбль довго зберігав первісне розпланування, допоки капіталістичне прагнення наситити місто прибутковими будинками привнесло тісну забудову і на околицях Батського цирку.

## Галерея фото

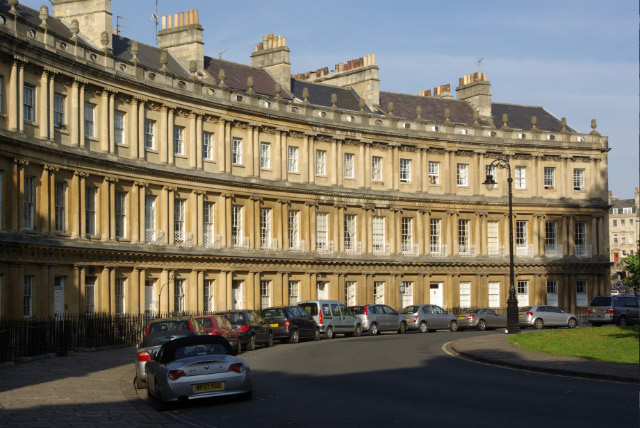
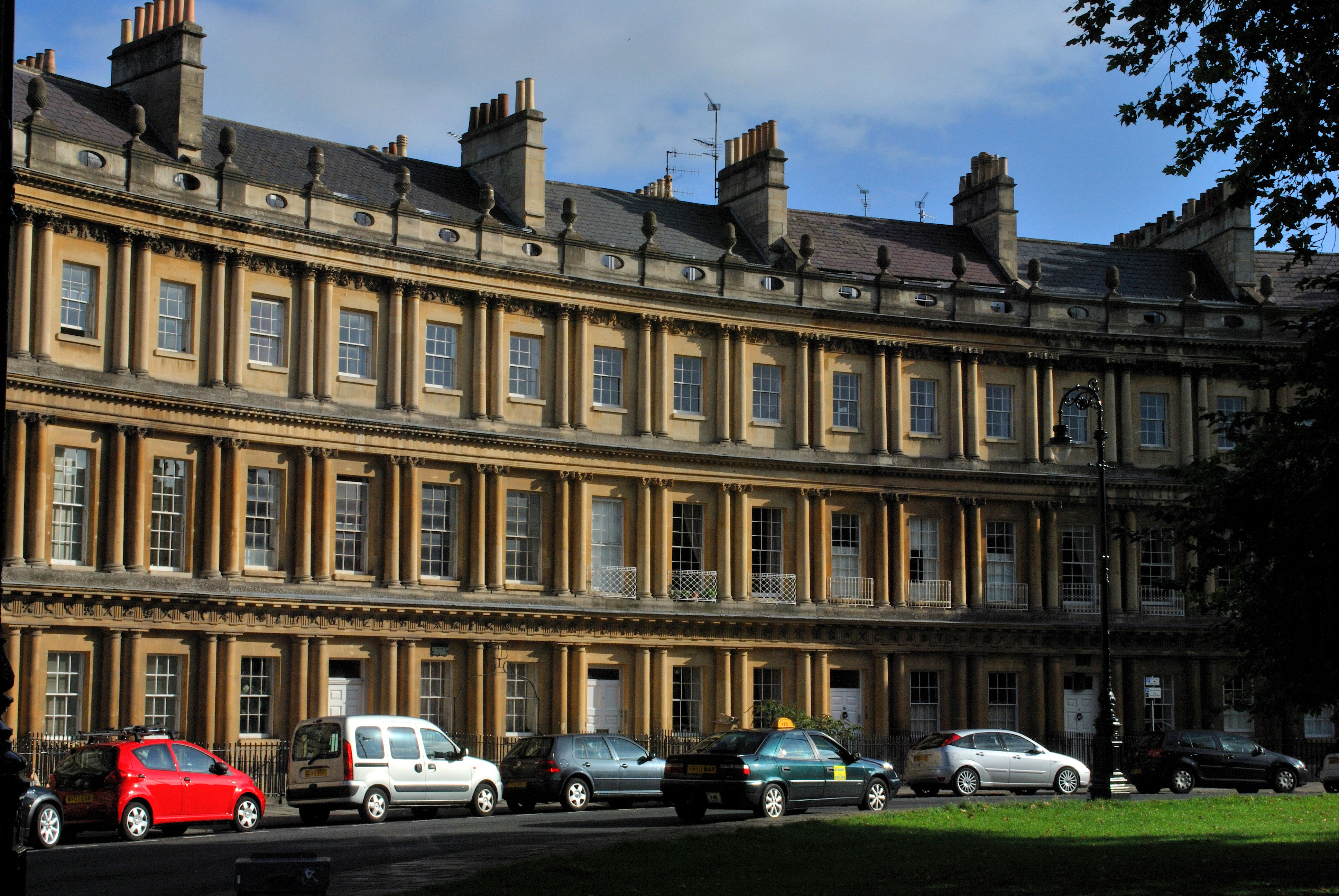
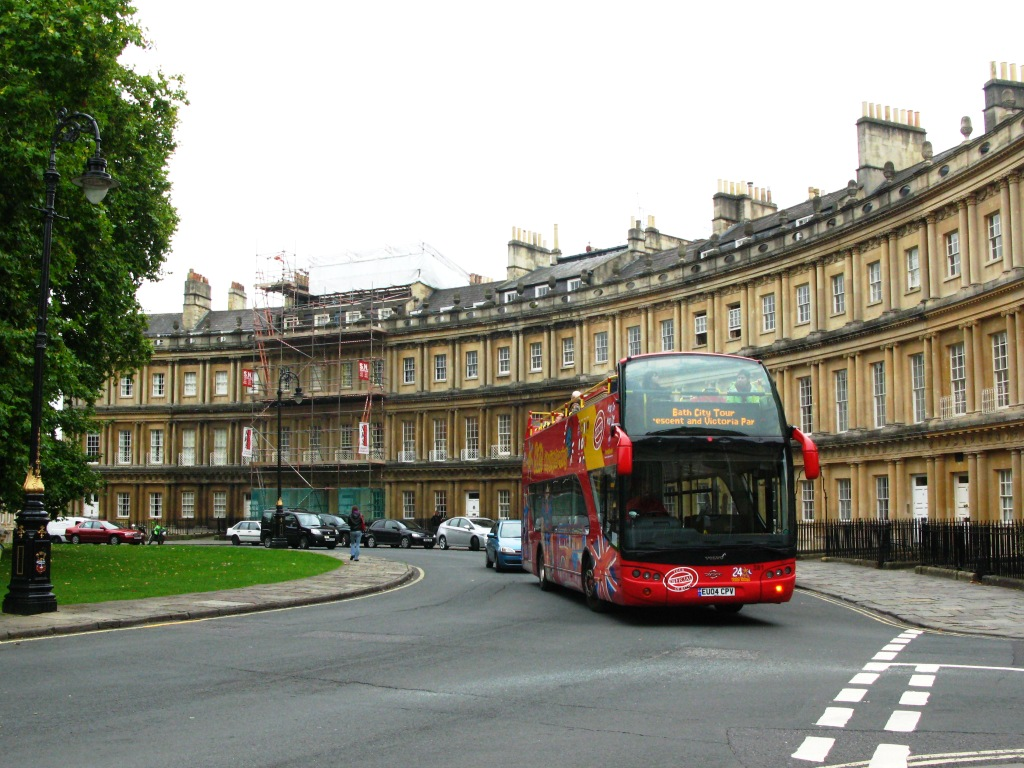
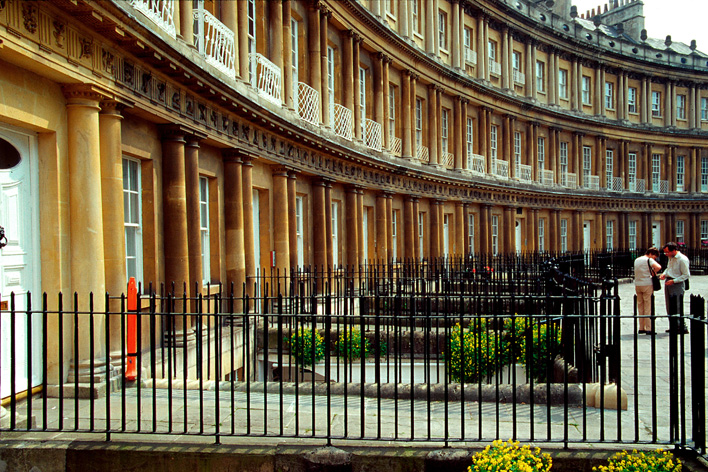
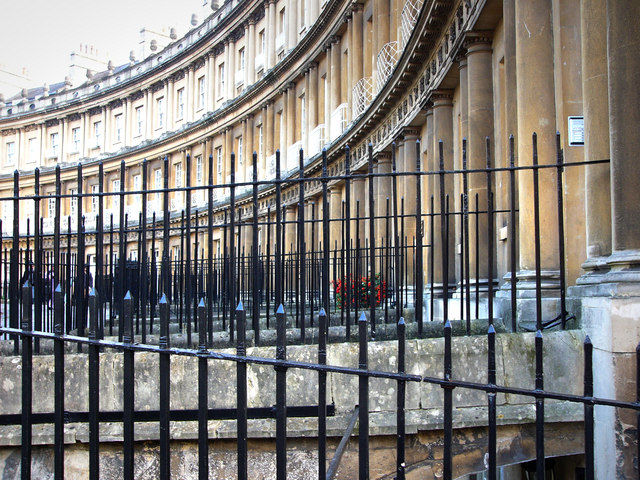